# 費爾菲爾德灣 (阿肯色州)
費爾菲爾德灣（英語：Fairfield Bay）是一個位於美國阿肯色州克利本縣和范布倫縣的城市。

## 地理
費爾菲爾德灣的座標為35°36′07″N 92°15′51″W / 35.60194°N 92.26417°W，而該地的平均海拔高度為265米（即869英尺）。

## 人口
根據2020年美國人口普查的數據，費爾菲爾德灣的面積為39.26平方千米，當中陸地面積為39.10平方千米，而水域面積為0.16平方千米。當地共有人口2108人，而人口密度為每平方千米53人。